# Шишкин, Борис Владимирович
Борис Владимирович Шишкин (1927—1983) — советский партийный, хозяйственный и государственный деятель. Председатель Ижевского исполкома городского Совета народных депутатов (1969—1980). Почётный гражданин города Ижевска (1997).

## Биография
Родился 17 февраля 1927 года в городе Приживальске Киргизской ССР в семье служащих. 
С 1943 года, после окончания средней школы, Б. В. Шишкин был призван в ряды Военно-морского флота и направлен в действующий флот, участник Великой Отечественной войны в составе Балтийского флота, краснофлотец. 
В 1946 году был демобилизован из рядов Военно-морского флота. С 1946 по 1950 годы проходил обучение в Казанском механико-технологическом техникуме. С 1950 по 1953 годы работал мастером, заместителем начальника и начальником цеха Свердловской обувной фабрики «Уралобувь». С 1953 по 1956 годы работал главным инженером  Сарапульской обувной фабрики.
С 1956 по 1960 годы был назначен заведующим промышленного отдела, позже был избран — секретарем Сарапульского городского комитета КПСС. В 1960 году заочно окончил Высшую партийную школу при ЦК КПСС. С 1960 по 1962 годы  был назначен заместителем председателя, а с  1962 по 1966 годы — председателем исполнительного комитета Сарапульского городского Совета народных депутатов.
С 1966 по 1969 годы был назначен — министром бытового обслуживания населения Удмуртской АССР. С 1969 по 1980 годы, в течение одиннадцать лет, Б. В. Шишкин был — председателем Ижевского исполкома городского Совета народных депутатов, при его руководстве 11 декабря 1978 года, город Ижевск был награждён грамотой Президиума Верховного Совета СССР и орденом Октябрьской Революции. С 1980 по 1983 годы Б. В. Шишкин был — руководителем Государственного планового комитета Удмуртской АССР, и одновременно с 1981 по 1983 годы был — заместителем председателя Совета Министров Удмуртской АССР.
Помимо основной деятельности Б. В. Шишкин избирался депутатом Верховного Совета Удмуртской АССР 6—10 созывов и членом Удмуртского областного комитета КПСС>.
Скоропостижно скончался 14 ноября 1983 года в Ижевске.
В 1997 году «за большие заслуги в развитии города Ижевска» Б. В. Шишкин был удостоен почётного звания — Почётный гражданин города Ижевска.

## Награды
- Орден Трудового Красного Знамени
- Два Ордена Знак Почёта
- Медаль «За трудовую доблесть»

### Звание
- Почётный гражданин города Ижевска (1997[2]

## Память
- 22 мая 2009 года в Ижевске была открыта мемориальная доска Б. В. Шишкину[3]